# Krzyżowy ogień (film 2011)
Krzyżowy ogień (tytuł oryg. Assassination Games) − amerykański film fabularny z 2011 roku, napisany przez Aarona Rahsaana Thomasa oraz wyreżyserowany przez Erniego Barbarasha. W filmie w rolach głównych wystąpili aktorzy kina akcji: Scott Adkins i Jean-Claude Van Damme. Bohaterami obrazu są płatni zabójcy, których misją jest zamordowanie wpływowego, ściśle chronionego narkotykowego bossa. Mężczyźni zawierają sojusz.

## Obsada
- Jean-Claude Van Damme − Vincent Brazil
- Scott Adkins – Roland Flint
- Ivan Kaye − Polo Yakur
- Valentin Teodosiu − Blanchard
- Alin Panc − Kovacs
- Kevin Chapman − Culley